# Оккупация Гаити Соединёнными Штатами Америки
Оккупа́ция Гаи́ти Соединёнными Шта́тами Аме́рики (гаит. креол. Okipasyon ameriken an Ayiti, англ. United States occupation of Haiti) — период военной оккупации Республики Гаити США, начавшийся 28 июля 1915 года с высадки 330 морских пехотинцев Соединённых Штатов в Порт-о-Пренс по распоряжению президента США, Вудро Вильсона, с целью защиты интересов корпораций Соединённых Штатов. Оккупация закончилась 1 августа 1934 года, после того, как президент США Франклин Рузвельт в августе 1933 года подписал соглашение о выводе войск. Последний контингент морской пехоты США отбыл с Гаити 15 августа 1934 года.

## Накануне
В первые десятилетия 20-го века Гаити переживала большую политическую нестабильность и имела большие долги перед Францией, Германией и Соединенными Штатами. Между 1911 и 1915 годами на Гаити сменилось семь президентов из-за политических убийств, переворотов и принудительного изгнания. В преддверии Первой мировой войны стратегическое значение Гаити, а также влияние там выходцев из Германии беспокоили президента Вильсона, который опасался присутствия этой империи вблизи зоны Панамского канала. В феврале 1915 года Жан Вильбрюн-Гийом Сам, провозглашённый пожизненным президентом, установил диктатуру. В июле во время нового антиамериканского восстания он казнил 167 политических заключенных. Все они происходили из богатых семей мулатов, потомки которых были связаны с немецкой общиной. Как только о резне стало известно, Сама линчевала толпа в Порт-о-Пренсе. Это антиамериканское восстание, естественно, поставило под угрозу американские экономические интересы на Гаити, прежде всего Haitian American Sugar Company. Кроме того, антиамерикански настроенный гаитянин Розальво Бобо сменил Сэма на посту главы страны. Тогда американское правительство решило действовать быстро, чтобы защитить свои интересы.

## Оккупация
28 июля 1915 года президент США Вудро Вильсон направил в Порт-о-Пренс 330 морских пехотинцев. Министр военно-морских сил США приказал командующему вторжением адмиралу Уильяму Девилю Банди «защищать американские интересы и иностранцев». Морские пехотинцы встретили сопротивление только со стороны одного солдата, который был убит. 17 ноября 1915 года морские пехотинцы захватили Форт-Ривьер, оплот повстанцев.
После шести недель интервенции представители американского правительства контролировали таможенные и административные учреждения, такие как гаитянские банки и национальное казначейство. Кроме того, им удалось перенаправить 40% национального дохода на выплаты американским и французским кредиторам. Филипп Сюдре Дартигенав, мулат, председатель сената Гаити, принял пост президента Гаити после отказа нескольких других кандидатов. В 1917 году президент Дартигенав распустил законодательный орган после отказа его членов ратифицировать новую конституцию, разработанную Франклином Д. Рузвельтом, тогдашним помощником министра военно-морского флота. В 1918 году был организован референдум, и новая конституция была одобрена 98 225 голосами за и 768 голосами против. Конституция позволяла иностранцам владеть землей на Гаити, что было запрещено в 1804 году по инициативе первого главы государства после обретения независимости Жан-Жака Дессалина.
В сентябре 1915 года Сенат США ратифицировал американо-гаитянскую конвенцию - договор, предоставляющий Соединенным Штатам право контролировать экономику и оборону Гаити сроком на 10 лет. Кроме того, представителям США было предоставлено право вето на все решения правительства Гаити, а командирам морской пехоты было предоставлено управление департаментами Гаити. Местные органы власти остались в руках гаитян, как это было предусмотрено законами, принятыми при президенте Вудро Вильсоне. Американская администрация существенно пересмотрела шаткую конституционную систему Гаити, восстановив государственную службу по строительству дорог и создав систему Национальной гвардии. Кроме того, американцы значительно улучшили национальную инфраструктуру: восстановили 1700 км дорог, построили 189 мостов, реновировали многочисленные оросительные каналы, построили больницы, школы и общественные здания, а также подключили крупные города к питьевой воде.

## Сопротивление оккупации
Повстанцы (прозванные американскими солдатами «како») решительно сопротивлялись захвату страны США. В начале оккупации они получили большую поддержку со стороны правительства Германии и укоренившейся немецко-гаитянской элиты. Сопротивление, в котором приняли участие 5000 како, возглавил Шарлемань Перальт, а затем Бенуа Батравиль. Американцы начали интенсивную военную кампанию с целью ликвидации повстанческих отрядов, при этом были широко распространены проявления расизма оккупационных сил по отношению к гаитянам. Гаитян, имевших при себе оружие, расстреливали на месте. Против толп безоружных применялись пулеметы. По всему острову были построены военные лагеря, чтобы лучше контролировать территорию. Сопротивление было подавлено только в 1920 году.

## Окончание оккупации
В 1922 году президента Дартигенава сменил Луи Борно, который правил страной без парламента до 1930 года. В том же году генерал Джон Х. Рассел-младший был назначен Верховным комиссаром США на Гаити. Правительство Борно-Рассела курировало экономический рост страны, построив 1600 км дорог, установив автоматическую телефонную станцию, модернизировав портовую инфраструктуру и создав систему общественного здравоохранения. На Гаити для диверсификации сельского хозяйства был завезён сизаль, и страна увеличила экспорт сахара и хлопка.
Франклин Рузвельт, хорошо знавший страну, став президентом и осуществляя «политику добрососедства», в августе 1933 года подписал соглашение о выводе войск. Последнему американскому контингенту потребовался год, чтобы покинуть Гаити.